# Olaszország a 2014. évi téli olimpiai játékokon
Olaszország az oroszországi Szocsiban megrendezett 2014. évi téli olimpiai játékok egyik részt vevő nemzete volt. Az országot az olimpián 13 sportágban 113 sportoló képviselte, akik összesen 8 érmet szereztek.

## Érmesek
| Érem  | Versenyző                                                     | Sportág                    | Versenyszám      |
| ----- | ------------------------------------------------------------- | -------------------------- | ---------------- |
| Ezüst | Christof Innerhofer                                           | Alpesisí                   | Férfi lesiklás   |
| Ezüst | Arianna Fontana                                               | Rövidpályás gyorskorcsolya | Női 500 m        |
| Bronz | Dorothea Wierer Karin Oberhofer Dominik Windisch Lukas Hofer  | Biatlon                    | Vegyes váltó     |
| Bronz | Christof Innerhofer                                           | Alpesisí                   | Férfi összetett  |
| Bronz | Carolina Kostner                                              | Műkorcsolya                | Női egyéni       |
| Bronz | Arianna Fontana                                               | Rövidpályás gyorskorcsolya | Női 1500 m       |
| Bronz | Arianna Fontana Lucia Peretti Martina Valcepina Elena Viviani | Rövidpályás gyorskorcsolya | Női 3000 m váltó |
| Bronz | Armin Zöggeler                                                | Szánkó                     | Férfi egyes      |

## Alpesisí
Férfi
| Versenyző           | Versenyszám            | 1. futam      | 1. futam      | 2. futam      | 2. futam      | Összesítés    | Összesítés    |
| Versenyző           | Versenyszám            | Idő           | Hely.         | Idő           | Hely.         | Idő           | Helyezés      |
| ------------------- | ---------------------- | ------------- | ------------- | ------------- | ------------- | ------------- | ------------- |
| Luca de Aliprandini | Óriás-műlesiklás       | 1:23,08       | 19.           | 1:23,83       | 7.            | 2:46,91       | 11.           |
| Peter Fill          | Lesiklás               |               |               |               |               | 2:06,72       | 7.            |
| Peter Fill          | Szuperóriás-műlesiklás |               |               |               |               | 1:18,85       | 8.            |
| Stefano Gross       | Műlesiklás             | 47,45         | 3.            | 55,27         | 7.            | 1:42,72       | 4.            |
| Werner Heel         | Lesiklás               |               |               |               |               | 2:07,16       | 12.           |
| Werner Heel         | Szuperóriás-műlesiklás |               |               |               |               | 1:19,74       | 17.           |
| Christof Innerhofer | Lesiklás               |               |               |               |               | 2:06,29       |               |
| Christof Innerhofer | Szuperóriás-műlesiklás |               |               |               |               | nem ért célba | nem ért célba |
| Manfred Mölgg       | Műlesiklás             | 48,38         | 12.           | nem ért célba | nem ért célba | kiesett       | kiesett       |
| Manfred Mölgg       | Óriás-műlesiklás       | 1:22,93       | 17.           | nem ért célba | nem ért célba | kiesett       | kiesett       |
| Roberto Nani        | Óriás-műlesiklás       | 1:22,65       | 12.           | nem ért célba | nem ért célba | kiesett       | kiesett       |
| Dominik Paris       | Lesiklás               |               |               |               |               | 2:07,13       | 11.           |
| Dominik Paris       | Szuperóriás-műlesiklás |               |               |               |               | 1:19,70       | 16.           |
| Giuliano Razzoli    | Műlesiklás             | 48,50         | 16.           | nem ért célba | nem ért célba | kiesett       | kiesett       |
| Davide Simoncelli   | Óriás-műlesiklás       | 1:22,35       | 3.            | 1:25,00       | 23.           | 2:47,35       | 17.           |
| Patrick Thaler      | Műlesiklás             | nem ért célba | nem ért célba | kiesett       | kiesett       | kiesett       | kiesett       |

| Versenyző           | Versenyszám | Lesiklás | Lesiklás | Műlesiklás    | Műlesiklás    | Összesítés | Összesítés |
| Versenyző           | Versenyszám | Idő      | Hely.    | Idő           | Hely.         | Idő        | Helyezés   |
| ------------------- | ----------- | -------- | -------- | ------------- | ------------- | ---------- | ---------- |
| Peter Fill          | Összetett   | 1:54,98  | 16.      | nem ért célba | nem ért célba | kiesett    | kiesett    |
| Dominik Paris       | Összetett   | 1:54,46  | 10.      | 54,99         | 22.           | 2:49,45    | 18.        |
| Christof Innerhofer | Összetett   | 1:54,30  | 8.       | 51,37         | 3.            | 2:45,67    |            |

Női
| Versenyző           | Versenyszám            | 1. futam      | 1. futam      | 2. futam      | 2. futam      | Összesítés    | Összesítés    |
| Versenyző           | Versenyszám            | Idő           | Hely.         | Idő           | Hely.         | Idő           | Helyezés      |
| ------------------- | ---------------------- | ------------- | ------------- | ------------- | ------------- | ------------- | ------------- |
| Federica Brignone   | Műlesiklás             | 56,98         | 22.           | nem ért célba | nem ért célba | kiesett       | kiesett       |
| Federica Brignone   | Óriás-műlesiklás       | nem ért célba | nem ért célba | kiesett       | kiesett       | kiesett       | kiesett       |
| Chiara Costazza     | Műlesiklás             | 57,32         | 25.           | nem ért célba | nem ért célba | kiesett       | kiesett       |
| Elena Fanchini      | Lesiklás               |               |               |               |               | 1:42,70       | 12.           |
| Nadia Fanchini      | Lesiklás               |               |               |               |               | 1:43,48       | 22.           |
| Nadia Fanchini      | Szuperóriás-műlesiklás |               |               |               |               | 1:27,20       | 10.           |
| Nadia Fanchini      | Óriás-műlesiklás       | 1:18,53       | 3.            | 1:18,72       | 7.            | 2:37,25       | 4.            |
| Denise Karbon       | Óriás-műlesiklás       | 1:19,49       | 8.            | nem ért célba | nem ért célba | kiesett       | kiesett       |
| Francesca Marsaglia | Óriás-műlesiklás       | 1:21,63       | 26.           | 1:18,29       | 4.            | 2:39,92       | 16.           |
| Francesca Marsaglia | Szuperóriás-műlesiklás |               |               |               |               | nem ért célba | nem ért célba |
| Daniela Merighetti  | Lesiklás               |               |               |               |               | 1:41,84       | 4.            |
| Daniela Merighetti  | Szuperóriás-műlesiklás |               |               |               |               | nem ért célba | nem ért célba |
| Verena Stuffer      | Lesiklás               |               |               |               |               | 1:42,75       | 14.           |
| Verena Stuffer      | Szuperóriás-műlesiklás |               |               |               |               | 1:27,52       | 11.           |

| Versenyző           | Versenyszám | Lesiklás | Lesiklás | Műlesiklás    | Műlesiklás    | Összesítés | Összesítés |
| Versenyző           | Versenyszám | Idő      | Hely.    | Idő           | Hely.         | Idő        | Helyezés   |
| ------------------- | ----------- | -------- | -------- | ------------- | ------------- | ---------- | ---------- |
| Francesca Marsaglia | Összetett   | 1:43,96  | 9.       | nem ért célba | nem ért célba | kiesett    | kiesett    |
| Daniela Merighetti  | Összetett   | 1:44,64  | 15.      | nem indult    | nem indult    | kiesett    | kiesett    |
| Federica Brignone   | Összetett   | 1:45,68  | 22.      | 51,94         | 9.            | 2:37,62    | 11.        |
| Elena Fanchini      | Összetett   | 1:44,45  | 14.      | nem indult    | nem indult    | kiesett    | kiesett    |

## Biatlon
Férfi
| Versenyző                                                         | Versenyszám            | Időeredmény   | Lövőhiba    | Helyezés |
| ----------------------------------------------------------------- | ---------------------- | ------------- | ----------- | -------- |
| Dominik Windisch                                                  | 10 km sprint           | 25:07,6       | 1 (1+0)     | 11.      |
| Dominik Windisch                                                  | 12,5 km üldözőverseny  | 35:40,0       | 4 (1+0+2+1) | 25.      |
| Dominik Windisch                                                  | 15 km tömegrajtos      | 45:28,4       | 5 (1+1+3+0) | 25.      |
| Dominik Windisch                                                  | 20 km egyéni indításos | 56:31,4       | 6 (1+1+1+3) | 65.      |
| Lukas Hofer                                                       | 10 km sprint           | 25:08,8       | 1 (0+1)     | 12.      |
| Lukas Hofer                                                       | 12,5 km üldözőverseny  | 34:53,1       | 2 (1+0+0+1) | 17.      |
| Lukas Hofer                                                       | 15 km tömegrajtos      | nem ért célba | 4 (2+2+0)   |          |
| Lukas Hofer                                                       | 20 km egyéni indításos | 51:34,6       | 2 (0+1+0+1) | 14.      |
| Christian De Lorenzi                                              | 10 km sprint           | 26:25,4       | 2 (1+1)     | 47.      |
| Christian De Lorenzi                                              | 12,5 km üldözőverseny  | 36:58,2       | 2 (1+1+0+0) | 42.      |
| Christian De Lorenzi                                              | 20 km egyéni indításos | 53:13,1       | 2 (1+0+0+1) | 31.      |
| Markus Windisch                                                   | 10 km sprint           | 28:14,4       | 2 (1+1)     | 81.      |
| Markus Windisch                                                   | 20 km egyéni indításos | 57:18,5       | 4 (0+2+1+1) | 71.      |
| Christian De Lorenzi Dominik Windisch Markus Windisch Lukas Hofer | 4 × 7,5 km váltó       | 1:13:15,5     | 0+11        | 5.       |

Női
| Versenyző                                                    | Versenyszám            | Időeredmény | Lövőhiba    | Helyezés   |
| ------------------------------------------------------------ | ---------------------- | ----------- | ----------- | ---------- |
| Karin Oberhofer                                              | 7,5 km sprint          | 21:34,7     | 0 (0+0)     | 4.         |
| Karin Oberhofer                                              | 10 km üldözőverseny    | 30:37,8     | 1 (0+0+1+0) | 8.         |
| Karin Oberhofer                                              | 12,5 km tömegrajtos    | 37:03,6     | 2 (0+0+1+1) | 13.        |
| Karin Oberhofer                                              | 15 km egyéni indításos | 46:46,6     | 2 (0+0+0+2) | 14.        |
| Dorothea Wierer                                              | 7,5 km sprint          | 21:37,4     | 0 (0+0)     | 6.         |
| Dorothea Wierer                                              | 10 km üldözőverseny    | 31:03,2     | 2 (0+0+2+0) | 17.        |
| Dorothea Wierer                                              | 12,5 km tömegrajtos    | 38:37,4     | 3 (1+2+0+0) | 25.        |
| Dorothea Wierer                                              | 15 km egyéni indításos | nem indult  | nem indult  | nem indult |
| Michela Ponza                                                | 7,5 km sprint          | 22:47,0     | 0 (0+0)     | 38.        |
| Michela Ponza                                                | 10 km üldözőverseny    | 34:36,4     | 3 (1+1+0+1) | 48.        |
| Nicole Gontier                                               | 7,5 km sprint          | 23:26,3     | 4 (1+3)     | 54.        |
| Nicole Gontier                                               | 10 km üldözőverseny    | 34:37,5     | 6 (2+2+0+2) | 49.        |
| Nicole Gontier                                               | 15 km egyéni indításos | 49:51,2     | 4 (0+1+2+1) | 45.        |
| Alexia Runggaldier                                           | 15 km egyéni indításos | 49:35,6     | 1 (1+0+0+0) | 43.        |
| Dorothea Wierer Nicole Gontier Michela Ponza Karin Oberhofer | 4 × 6 km váltó         | 1:11:43,3   | 1+9         | 6.         |

Vegyes
| Versenyző                                                    | Versenyszám  | Időeredmény | Lövőhiba | Helyezés |
| ------------------------------------------------------------ | ------------ | ----------- | -------- | -------- |
| Dorothea Wierer Karin Oberhofer Dominik Windisch Lukas Hofer | Vegyes váltó | 1:10:15,2   | 0+6      |          |

## Bob
Férfi
| Versenyző                                                        | Versenyszám | 1. futam | 1. futam | 2. futam | 2. futam | 3. futam | 3. futam | 4. futam | 4. futam | Összesítés | Összesítés |
| Versenyző                                                        | Versenyszám | Idő      | Hely.    | Idő      | Hely.    | Idő      | Hely.    | Idő      | Hely.    | Idő        | Helyezés   |
| ---------------------------------------------------------------- | ----------- | -------- | -------- | -------- | -------- | -------- | -------- | -------- | -------- | ---------- | ---------- |
| Simone Bertazzo* Simone Fontana                                  | Kettes      | 57,06    | 15.      | 57,02    | 13.      | 56,90    | 13.      | 56,84    | =10.     | 3:47,82    | 12.        |
| Simone Bertazzo* Francesco Costa Simone Fontana Samuele Romanini | Négyes      | 55,78    | 17.      | 55,73    | 19.      | 56,06    | 19.      | 55,88    | =17.     | 3:43,45    | 16.        |

* – a bob vezetője

## Északi összetett
| Versenyző                                                    | Versenyszám        | Síugrás | Síugrás | Síugrás | Síugrás    | Sífutás | Összesítés | Összesítés |
| Versenyző                                                    | Versenyszám        | Táv     | Pont    | Hely.   | Időhátrány | Idő     | Idő        | Helyezés   |
| ------------------------------------------------------------ | ------------------ | ------- | ------- | ------- | ---------- | ------- | ---------- | ---------- |
| Samuel Costa                                                 | Normálsánc + 10 km | 91,0    | 106,1   | 40.     | +1:42      | 24:31,2 | 26:13,2    | 30.        |
| Lukas Runggaldier                                            | Normálsánc + 10 km | 97,0    | 115,7   | 21.     | +1:03      | 23:06,9 | 24:09,9    | 7.         |
| Lukas Runggaldier                                            | Nagysánc + 10 km   | 112,5   | 86,8    | 46.     | +2:49      | 22:44,0 | 25:33,0    | 28.        |
| Alessandro Pittin                                            | Normálsánc + 10 km | 94,5    | 113,4   | 25.     | +1:12      | 22:47,5 | 23:59,5    | 4.         |
| Alessandro Pittin                                            | Nagysánc + 10 km   | 119,5   | 93,2    | 39.     | +2:23      | 22:20,5 | 24:43,5    | 18.        |
| Armin Bauer                                                  | Normálsánc + 10 km | 92,5    | 107,3   | =35.    | +1:37      | 23:19,7 | 24:56,7    | 14.        |
| Armin Bauer                                                  | Nagysánc + 10 km   | 115,0   | 91,4    | 41.     | +2:30      | 22:23,5 | 24:53,5    | 23.        |
| Giuseppe Michielli                                           | Nagysánc + 10 km   | 114,5   | 89,1    | 44.     | +2:40      | 24:16,9 | 26:56,9    | 41.        |
| Armin Bauer Lukas Runggaldier Samuel Costa Alessandro Pittin | Csapat             | –       | 383,9   | 9.      | +2:10      | 47:54,7 | 50:50,1    | 8.         |

## Gyorskorcsolya
Férfi
| Versenyző           | Versenyszám | 1. futam | 1. futam | 2. futam | 2. futam | Eredmény | Helyezés |
| Versenyző           | Versenyszám | Idő      | Hely.    | Idő      | Hely.    | Eredmény | Helyezés |
| ------------------- | ----------- | -------- | -------- | -------- | -------- | -------- | -------- |
| Matteo Anesi        | 1500 m      |          |          |          |          | 1:50,59  | 39.      |
| David Bosa          | 500 m       | 35,63    | 32.      | 35,64    | 31.      | 71,28    | 31.      |
| Andrea Giovannini   | 5000 m      |          |          |          |          | 6:30,84  | 17.      |
| Mirko Giacomo Nenzi | 500 m       | 35,56    | 29.      | 35,51    | 25.      | 71,07    | 28.      |
| Mirko Giacomo Nenzi | 1000 m      |          |          |          |          | 1:10,32  | 25.      |
| Mirko Giacomo Nenzi | 1500 m      |          |          |          |          | 1:47,48  | 17.      |

Női
| Versenyző              | Versenyszám | 1. futam | 1. futam | 2. futam | 2. futam | Eredmény | Helyezés |
| Versenyző              | Versenyszám | Idő      | Hely.    | Idő      | Hely.    | Eredmény | Helyezés |
| ---------------------- | ----------- | -------- | -------- | -------- | -------- | -------- | -------- |
| Yvonne Daldossi        | 500 m       | 39,30    | 29.      | 39,34    | 31.      | 78,64    | 30.      |
| Francesca Lollobrigida | 3000 m      |          |          |          |          | 4:16,51  | 23.      |

## Műkorcsolya
| Versenyző                            | Versenyszám  | Rövid program | Rövid program | Kűr     | Kűr     | Összesítés | Összesítés |
| Versenyző                            | Versenyszám  | Pont          | Hely.         | Pont    | Hely.   | Pont       | Helyezés   |
| ------------------------------------ | ------------ | ------------- | ------------- | ------- | ------- | ---------- | ---------- |
| Paul Bonifacio Parkinson             | Férfi egyéni | 56,30         | 27.           | kiesett | kiesett | kiesett    | kiesett    |
| Carolina Kostner                     | Női egyéni   | 74,12         | 3.            | 142,61  | 4.      | 216,73     |            |
| Valentina Marchei                    | Női egyéni   | 57,02         | 12.           | 116,31  | 10.     | 173,33     | 11.        |
| Stefania Berton / Ondřej Hotárek     | Páros        | 63,57         | 11.           | 115,51  | 10.     | 179,08     | 11.        |
| Nicole Della Monica / Matteo Guarise | Páros        | 51,64         | 16.           | 86,22   | 16.     | 137,86     | 16.        |

| Versenyző                        | Versenyszám | Eredeti (original) tánc | Eredeti (original) tánc | Kűr    | Kűr   | Összesítés | Összesítés |
| Versenyző                        | Versenyszám | Pont                    | Hely.                   | Pont   | Hely. | Pont       | Helyezés   |
| -------------------------------- | ----------- | ----------------------- | ----------------------- | ------ | ----- | ---------- | ---------- |
| Anna Cappellini / Luca Lanotte   | Jégtánc     | 67,58                   | 6.                      | 101,92 | 7.    | 169,50     | 6.         |
| Charlène Guignard / Marco Fabbri | Jégtánc     | 58,14                   | 15.                     | 86,64  | 14.   | 144,78     | 14.        |

| Versenyző | Versenyszám   | Rövid program | Rövid program | Rövid program | Rövid program | Rövid program | Rövid program | Kűr         | Kűr         | Kűr         | Kűr         | Összesen | Összesen |
| Versenyző | Versenyszám   | Férfi         | Páros         | Jégtánc       | Női           | Összesen      | Összesen      | Páros       | Férfi       | Jégtánc     | Női         | Összesen | Összesen |
| Versenyző | Versenyszám   | Pont Csapat   | Pont Csapat   | Pont Csapat   | Pont Csapat   | Pont          | Hely.         | Pont Csapat | Pont Csapat | Pont Csapat | Pont Csapat | Pont     | Hely.    |
| --- | ------------- | ------------- | ------------- | ------------- | ------------- | ------------- | ------------- | ----------- | ----------- | ----------- | ----------- | -------- | -------- |
| Paul Bonifacio Parkinson (F) Carolina Kostner (N) Valentina Marchei (N) Stefania Berton / Ondřej Hotárek (P) Anna Cappellini / Luca Lanotte (J) Charlène Guignard / Marco Fabbri (J) | Csapatverseny | 53,94 1       | 70,31 7       | 64,92 6       | 70,84 9       | 23            | 5.            | 120,82 8    | 121,23 6    | 81,25 7     | 112,51 8    | 52       | 4.       |

## Rövidpályás gyorskorcsolya
Férfi
| Versenyző                                                                     | Versenyszám      | Előfutam | Előfutam | Negyeddöntő | Negyeddöntő | Elődöntő | Elődöntő | B döntő  | B döntő | Döntő   | Döntő   | Helyezés |
| Versenyző                                                                     | Versenyszám      | Idő      | Hely.    | Idő         | Hely.       | Idő      | Hely.    | Idő      | Hely.   | Idő     | Hely.   | Helyezés |
| ----------------------------------------------------------------------------- | ---------------- | -------- | -------- | ----------- | ----------- | -------- | -------- | -------- | ------- | ------- | ------- | -------- |
| Anthony Lobello                                                               | 500 m            | 42,133   | 4.       | kiesett     | kiesett     | kiesett  | kiesett  | kiesett  | kiesett | kiesett | kiesett | 25.      |
| Yuri Confortola                                                               | 500 m            | 42,042   | 3.       | kiesett     | kiesett     | kiesett  | kiesett  | kiesett  | kiesett | kiesett | kiesett | 21.      |
| Yuri Confortola                                                               | 1000 m           | 1:26,956 | 2.       | 1:25,428    | 4.          | kiesett  | kiesett  | kiesett  | kiesett | kiesett | kiesett | 15.      |
| Yuri Confortola                                                               | 1500 m           | 2:14,143 | 2.       |             |             | 2:19,086 | 5.       | kiesett  | kiesett | kiesett | kiesett | 14.      |
| Tommaso Dotti                                                                 | 1500 m           | 2:17,300 | 5.       |             |             | kiesett  | kiesett  | kiesett  | kiesett | kiesett | kiesett | 27.      |
| Yuri Confortola Tommaso Dotti Anthony Lobello Nicola Rodigari Davide Viscardi | 5000 méter váltó |          |          |             |             | 6:45,253 | 3.       | 6:44,904 | 3.      |         |         | 8.       |

Női
| Versenyző                                                     | Versenyszám      | Előfutam | Előfutam | Negyeddöntő | Negyeddöntő | Elődöntő | Elődöntő | B döntő | B döntő | Döntő    | Döntő   | Helyezés |
| Versenyző                                                     | Versenyszám      | Idő      | Hely.    | Idő         | Hely.       | Idő      | Hely.    | Idő     | Hely.   | Idő      | Hely.   | Helyezés |
| ------------------------------------------------------------- | ---------------- | -------- | -------- | ----------- | ----------- | -------- | -------- | ------- | ------- | -------- | ------- | -------- |
| Arianna Fontana                                               | 500 m            | 43,568   | 1.       | 43,405      | 1.          | 43,624   | 2.       |         |         | 51,250   | 2.      |          |
| Arianna Fontana                                               | 1000 m           | 1:32,983 | 1.       | büntetés    | büntetés    | kiesett  | kiesett  | kiesett | kiesett | kiesett  | kiesett | 16.      |
| Arianna Fontana                                               | 1500 m           | 2:29,645 | 1.       |             |             | 2:19,336 | 1.       |         |         | 2:19,416 | 3.      |          |
| Lucia Peretti                                                 | 1500 m           | 2:22,953 | 4.       |             |             | kiesett  | kiesett  | kiesett | kiesett | kiesett  | kiesett | 20.      |
| Martina Valcepina                                             | 500 m            | 44,493   | 3.       | kiesett     | kiesett     | kiesett  | kiesett  | kiesett | kiesett | kiesett  | kiesett | 20.      |
| Martina Valcepina                                             | 1000 m           | 1:34,226 | 3.       | kiesett     | kiesett     | kiesett  | kiesett  | kiesett | kiesett | kiesett  | kiesett | 23.      |
| Martina Valcepina                                             | 1500 m           | 2:27,212 | 4.       |             |             | kiesett  | kiesett  | kiesett | kiesett | kiesett  | kiesett | 23.      |
| Elena Viviani                                                 | 500 m            | 44,623   | 4.       | kiesett     | kiesett     | kiesett  | kiesett  | kiesett | kiesett | kiesett  | kiesett | 26.      |
| Elena Viviani                                                 | 1000 m           | 1:33,352 | 4.       | kiesett     | kiesett     | kiesett  | kiesett  | kiesett | kiesett | kiesett  | kiesett | 27.      |
| Arianna Fontana Lucia Peretti Martina Valcepina Elena Viviani | 3000 méter váltó |          |          |             |             | 4:11,282 | 2.       |         |         | 4:14,014 | 3.      |          |

## Síakrobatika
Akrobatika
| Versenyző       | Versenyszám      | Selejtező | Selejtező | Selejtező | Döntő    | Döntő    | Döntő    |
| Versenyző       | Versenyszám      | 1. futam  | 2. futam  | Hely.     | 1. futam | 2. futam | Helyezés |
| --------------- | ---------------- | --------- | --------- | --------- | -------- | -------- | -------- |
| Markus Eder     | Férfi slopestyle | 11,80     | 79,00     | 15.       | kiesett  | kiesett  | kiesett  |
| Silvia Bertagna | Női slopestyle   | 70,60     | 11,80     | 12.       | 69,60    | 21,80    | 8.       |

Mogul
| Versenyző       | Versenyszám | Selejtező | Selejtező | Selejtező | Selejtező | Selejtező | Selejtező | Döntő    | Döntő    | Döntő    | Döntő    | Döntő    | Döntő    | Döntő    | Döntő    | Helyezés |
| Versenyző       | Versenyszám | 1. futam  | 1. futam  | 1. futam  | 2. futam  | 2. futam  | 2. futam  | 1. futam | 1. futam | 1. futam | 2. futam | 2. futam | 2. futam | 3. futam | 3. futam | Helyezés |
| Versenyző       | Versenyszám | Idő       | Pont      | Hely.     | Idő       | Pont      | Hely.     | Idő      | Pont     | Hely.    | Idő      | Pont     | Hely.    | Idő      | Pont     | Helyezés |
| --------------- | ----------- | --------- | --------- | --------- | --------- | --------- | --------- | -------- | -------- | -------- | -------- | -------- | -------- | -------- | -------- | -------- |
| Giacomo Matiz   | Férfi       | 26,48     | 20,61     | 14.       | 26,64     | 19,10     | 11.       | kiesett  | kiesett  | kiesett  | kiesett  | kiesett  | kiesett  | kiesett  | kiesett  | 21.      |
| Deborah Scanzio | Női         | 30,56     | 20,02     | 13.       | 31,04     | 21,01     | 2.        | 29,94    | 20,12    | 12.      | 29,59    | 20,07    | 11.      | kiesett  | kiesett  | 11.      |

## Sífutás
Férfi
| Versenyző                                                  | Versenyszám     | Selejtező | Selejtező | Negyeddöntő | Negyeddöntő | Elődöntő | Elődöntő | Döntő     | Döntő    |
| Versenyző                                                  | Versenyszám     | Idő       | Hely.     | Idő         | Hely.       | Idő      | Hely.    | Idő       | Helyezés |
| ---------------------------------------------------------- | --------------- | --------- | --------- | ----------- | ----------- | -------- | -------- | --------- | -------- |
| Roland Clara                                               | 30 km           |           |           |             |             |          |          | 1:10:56,3 | 30.      |
| Roland Clara                                               | 50 km           |           |           |             |             |          |          | 1:47:28,6 | 11.      |
| Francesco de Fabiani                                       | 15 km           |           |           |             |             |          |          | 41:00,8   | 30.      |
| Francesco de Fabiani                                       | 30 km           |           |           |             |             |          |          | 1:10:10,7 | 22.      |
| Francesco de Fabiani                                       | 50 km           |           |           |             |             |          |          | 1:47:51,8 | 25.      |
| Giorgio di Centa                                           | 30 km           |           |           |             |             |          |          | 1:08:43,7 | 12.      |
| Fabio Pasini                                               | 15 km           |           |           |             |             |          |          | 42:42,3   | 48.      |
| Mattia Pellegrin                                           | 15 km           |           |           |             |             |          |          | 41:20,1   | 36.      |
| Dietmar Nöckeler                                           | 15 km           |           |           |             |             |          |          | 41:11,9   | 32.      |
| Dietmar Nöckeler                                           | Sprint          | 3:40,27   | 37.*      | kiesett     | kiesett     | kiesett  | kiesett  | kiesett   | 37.*     |
| Enrico Nizzi                                               | Sprint          | 3:40,89   | 44.       | kiesett     | kiesett     | kiesett  | kiesett  | kiesett   | 44.      |
| Federico Pellegrino                                        | Sprint          | 3:30,38   | 3.        | 3:43,97     | 1.          | 3:55,99  | 6.       | kiesett   | 11.      |
| David Hofer                                                | Sprint          | 3:35,68   | 18.       | 3:44,87     | 3.          | kiesett  | kiesett  | kiesett   | 15.      |
| David Hofer                                                | 50 km           |           |           |             |             |          |          | 1:47:35,7 | 16.      |
| Federico Pellegrino Dietmar Nöckeler                       | Csapatsprint    |           |           |             |             | 23:58,12 | 5.       | kiesett   | 13.      |
| Dietmar Nöckeler Giorgio Di Centa Roland Clara David Hofer | 4 × 10 km váltó |           |           |             |             |          |          | 1:30:04,7 | 5.       |

Női
| Versenyző                                                                 | Versenyszám    | Selejtező | Selejtező | Negyeddöntő | Negyeddöntő | Elődöntő | Elődöntő | Döntő     | Döntő    |
| Versenyző                                                                 | Versenyszám    | Idő       | Hely.     | Idő         | Hely.       | Idő      | Hely.    | Idő       | Helyezés |
| ------------------------------------------------------------------------- | -------------- | --------- | --------- | ----------- | ----------- | -------- | -------- | --------- | -------- |
| Debora Agreiter                                                           | 15 km          |           |           |             |             |          |          | 41:04,8   | 30.      |
| Debora Agreiter                                                           | 30 km          |           |           |             |             |          |          | 1:12:58,5 | 16.      |
| Elisa Brocard                                                             | 10 km          |           |           |             |             |          |          | 31:28,0   | 40.      |
| Elisa Brocard                                                             | 15 km          |           |           |             |             |          |          | 41:12,6   | 32.      |
| Elisa Brocard                                                             | 30 km          |           |           |             |             |          |          | 1:12:42,0 | 13.      |
| Virginia de Martin Topranin                                               | 15 km          |           |           |             |             |          |          | 42:17,6   | 44.      |
| Marina Piller                                                             | 10 km          |           |           |             |             |          |          | 31:07,6   | 31.      |
| Marina Piller                                                             | 15 km          |           |           |             |             |          |          | 40:14,0   | 16.      |
| Marina Piller                                                             | 30 km          |           |           |             |             |          |          | 1:14:44,7 | 25.      |
| Greta Laurent                                                             | Sprint         | 2:36,30   | 16.       | 2:52,07     | 6.          | kiesett  | kiesett  | kiesett   | 26.      |
| Gaia Vuerich                                                              | Sprint         | 2:35,81   | 13.       | 2:35,65     | 3.          | 2:36,87  | 3.       | kiesett   | 7.       |
| Ilaria Debertolis                                                         | Sprint         | 2:40,29   | 32.*      | kiesett     | kiesett     | kiesett  | kiesett  | kiesett   | 32.*     |
| Ilaria Debertolis                                                         | 30 km          |           |           |             |             |          |          | 1:20:22,2 | 44.      |
| Ilaria Debertolis Gaia Vuerich                                            | Csapatsprint   |           |           |             |             | 17:35,98 | 7.       | kiesett   | 13.      |
| Virginia de Martin Topranin Elisa Brocard Marina Piller Ilaria Debertolis | 4 × 5 km váltó |           |           |             |             |          |          | 55:19,9   | 8.       |

* - egy másik versenyzővel azonos eredményt ért el

## Síugrás
Férfi
| Versenyző           | Versenyszám | Selejtező | Selejtező | Selejtező | 1. ugrás | 1. ugrás | 1. ugrás | 2. ugrás | 2. ugrás | 2. ugrás | Összesítés | Összesítés |
| Versenyző           | Versenyszám | Táv       | Pont      | Hely.     | Táv      | Pont     | Hely.    | Táv      | Pont     | Hely.    | Pont       | Helyezés   |
| ------------------- | ----------- | --------- | --------- | --------- | -------- | -------- | -------- | -------- | -------- | -------- | ---------- | ---------- |
| Davide Bresadola    | Normálsánc  | 90,5      | 104,3     | 38.       | kizárták | kizárták | kizárták | kiesett  | kiesett  | kiesett  | kiesett    | kiesett    |
| Davide Bresadola    | Nagysánc    | 115,0     | 83,9      | 41.       | kiesett  | kiesett  | kiesett  | kiesett  | kiesett  | kiesett  | kiesett    | kiesett    |
| Sebastian Colloredo | Normálsánc  | 97,0      | 116,9     | 11.       | 97,0     | 118,9    | 29.      | 94,0     | 113,7    | 27.      | 232,6      | 28.        |
| Sebastian Colloredo | Nagysánc    | 124,0     | 104,1     | 22.       | 130,5    | 116,7    | 26.      | 124,5    | 102,9    | 30.      | 219,6      | 30.        |
| Roberto Dellasega   | Normálsánc  | 89,5      | 96,4      | 44.       | kiesett  | kiesett  | kiesett  | kiesett  | kiesett  | kiesett  | kiesett    | kiesett    |
| Roberto Dellasega   | Nagysánc    | 112,0     | 68,9      | 50.       | kiesett  | kiesett  | kiesett  | kiesett  | kiesett  | kiesett  | kiesett    | kiesett    |

Női
| Versenyző         | Versenyszám | 1. ugrás | 1. ugrás | 1. ugrás | 2. ugrás | 2. ugrás | 2. ugrás | Összesítés | Összesítés |
| Versenyző         | Versenyszám | Táv      | Pont     | Hely.    | Táv      | Pont     | Hely.    | Pont       | Helyezés   |
| ----------------- | ----------- | -------- | -------- | -------- | -------- | -------- | -------- | ---------- | ---------- |
| Evelyn Insam      | Normálsánc  | 98,5     | 120,5    | 4.       | 99,0     | 121,7    | 4.       | 242,2      | 5.         |
| Elena Runggaldier | Normálsánc  | 85,0     | 86,2     | 29.      | 88,0     | 93,4     | 28.      | 179,6      | 29.        |

## Snowboard
Parallel
| Versenyző          | Versenyszám                 | Selejtező | Selejtező | Nyolcaddöntő                     | Negyeddöntő                     | Elődöntő                        | Döntő                                          | Helyezés    |
| Versenyző          | Versenyszám                 | Idő       | Hely.     | Ellenfél Eredmény                | Ellenfél Eredmény               | Ellenfél Eredmény               | Ellenfél Eredmény                              | Helyezés    |
| ------------------ | --------------------------- | --------- | --------- | -------------------------------- | ------------------------------- | ------------------------------- | ---------------------------------------------- | ----------- |
| Roland Fischnaller | Férfi parallel slalom       | 59,43     | 9.        | Kaspar Fluetsch (SUI) · GY –0,11 | Vic Wild (RUS) · V +0,52        | kiesett                         | kiesett                                        | 8.          |
| Roland Fischnaller | Férfi parallel giant slalom | 1:40,48   | 18.       | kiesett                          | kiesett                         | kiesett                         | kiesett                                        | 18.         |
| Christoph Mick     | Férfi parallel slalom       | 1:00,22   | 20.       | kiesett                          | kiesett                         | kiesett                         | kiesett                                        | 20.         |
| Christoph Mick     | Férfi parallel giant slalom | 1:48,25   | 28.       | kiesett                          | kiesett                         | kiesett                         | kiesett                                        | 28.         |
| Aaron March        | Férfi parallel slalom       | 59,44     | 11.       | Simon Schoch (SUI) · GY kizárták | Lukas Mathies (AUT) · GY –0,29  | Žan Košir (SLO) · V +11,94      | Bronzmérkőzés · Benjamin Karl (AUT) · V +16,25 | 4.          |
| Aaron March        | Férfi parallel giant slalom | kizárták  | 30.       | kiesett                          | kiesett                         | kiesett                         | kiesett                                        | 30.         |
| Meinhard Erlacher  | Férfi parallel slalom       | 1:00,62   | 25.       | kiesett                          | kiesett                         | kiesett                         | kiesett                                        | 25.         |
| Meinhard Erlacher  | Férfi parallel giant slalom | kizárták  | –         | kiesett                          | kiesett                         | kiesett                         | kiesett                                        | helyezetlen |
| Corinna Boccacini  | Női parallel slalom         | 1:04,96   | 8.        | Claudia Riegler (AUT) · GY –2,78 | Marion Kreiner (AUT) · GY –0,05 | Julia Dujmovits (AUT) · V +5,18 | Bronzmérkőzés · Amelie Kober (GER) · V +0,13   | 4.          |
| Corinna Boccacini  | Női parallel giant slalom   | 1:51,85   | 16.       | Tomoka Takeuchi (JPN) · V +1,93  | kiesett                         | kiesett                         | kiesett                                        | 16.         |
| Nadya Ochner       | Női parallel slalom         | 1:05,79   | 22.       | kiesett                          | kiesett                         | kiesett                         | kiesett                                        | 22.         |
| Nadya Ochner       | Női parallel giant slalom   | 1:59,88   | 26.       | kiesett                          | kiesett                         | kiesett                         | kiesett                                        | 26.         |

Snowboard cross
| Versenyző          | Versenyszám | Selejtező | Selejtező | Nyolcaddöntő    | Negyeddöntő | Elődöntő           | Döntő                    | Helyezés |
| Versenyző          | Versenyszám | Idő       | Hely.     | Helyezés        | Helyezés    | Helyezés           | Helyezés                 | Helyezés |
| ------------------ | ----------- | --------- | --------- | --------------- | ----------- | ------------------ | ------------------------ | -------- |
| Tommaso Leoni      | Férfi       | törölve   | törölve   | 3.              | 6.          | kiesett            | kiesett                  | 21.      |
| Omar Visintin      | Férfi       | törölve   | törölve   | 2.              | 2.          | 6. (nem ért célba) | Kisdöntő 6. (nem indult) | 12.      |
| Luca Matteotti     | Férfi       | törölve   | törölve   | 3.              | 3.          | 3.                 | 6.                       | 6.       |
| Emanuel Perathoner | Férfi       | törölve   | törölve   | 5. (nem indult) | kiesett     | kiesett            | kiesett                  | 39.      |
| Micheala Moioli    | Női         | 1:24,72   | 18.       |                 | 2.          | 3.                 | 6.                       | 6.       |
| Raffaella Brutto   | Női         | 1:25,11   | 19.       |                 | 4.          | kiesett            | kiesett                  | 16.      |

## Szánkó
| Versenyző                                                            | Versenyszám  | 1. futam | 1. futam | 2. futam | 2. futam | 3. futam | 3. futam | 4. futam | 4. futam | Összesítés | Összesítés |
| Versenyző                                                            | Versenyszám  | Idő      | Hely.    | Idő      | Hely.    | Idő      | Hely.    | Idő      | Hely.    | Idő        | Helyezés   |
| -------------------------------------------------------------------- | ------------ | -------- | -------- | -------- | -------- | -------- | -------- | -------- | -------- | ---------- | ---------- |
| Dominik Fischnaller                                                  | Férfi egyes  | 52,729   | 9.       | 52,540   | 5.       | 52,007   | 5.       | 52,203   | 11.      | 3:29,479   | 6.         |
| Emanuel Rieder                                                       | Férfi egyes  | 52,981   | 17.      | 52,875   | 17.      | 52,578   | 22.      | 52,511   | 19.      | 3:30,945   | 19.        |
| Armin Zöggeler                                                       | Férfi egyes  | 52,506   | 3.       | 52,387   | 3.       | 51,910   | 3.       | 51,994   | 3.       | 3:28,797   |            |
| Patrick Gruber Christian Oberstolz                                   | Kettes       | 49,976   | 7.       | 50,043   | 8.       |          |          |          |          | 1:40,019   | 6.         |
| Patrick Rastner Ludwig Rieder                                        | Kettes       | 50,064   | 8.       | 49,975   | 5.       |          |          |          |          | 1:40,039   | 7.         |
| Sandra Gasparini                                                     | Női egyes    | 51,032   | 14.      | 50,803   | 14.      | 50,959   | 14.      | 50,962   | 15.      | 3:23,756   | 14.        |
| Sandra Robatscher                                                    | Női egyes    | 51,589   | 23.      | 50,981   | 17.      | 51,678   | 23.      | 51,258   | 19.      | 3:25,506   | 22.        |
| Andrea Vötter                                                        | Női egyes    | 50,937   | 12.      | 51,592   | 27.      | 51,240   | 20.      | 51,290   | 20.      | 3:25,059   | 19.        |
| Sandra Gasparini Armin Zöggeler Christian Oberstolz / Patrick Gruber | Vegyes váltó |          |          |          |          |          |          |          |          | 2:47,420   | 5.         |

## Szkeleton
| Versenyző      | Versenyszám | 1. futam | 1. futam | 2. futam | 2. futam | 3. futam | 3. futam | 4. futam | 4. futam | Összesítés | Összesítés |
| Versenyző      | Versenyszám | Idő      | Hely.    | Idő      | Hely.    | Idő      | Hely.    | Idő      | Hely.    | Idő        | Helyezés   |
| -------------- | ----------- | -------- | -------- | -------- | -------- | -------- | -------- | -------- | -------- | ---------- | ---------- |
| Maurizio Oioli | Férfi       | 57,69    | 16.      | 57,27    | 16.      | 57,85    | 19.      | 57,87    | 19.      | 3:50,68    | 18.        |